# Puszcza Pszczyńska
Puszcza Pszczyńska – obszar leśny obejmujący Lasy Pszczyńskie i Lasy Raciborskie. Położona jest w woj. śląskie, w Kotlinie Oświęcimskiej. Dawniej stanowiła pierwotną puszczę dębowo-bukową, którą ostatecznie przetrzebił rozwój przemysłu w XIX wieku.